# La Dame du lac (poème)
Pour les articles homonymes, voir La Dame du lac (homonymie).

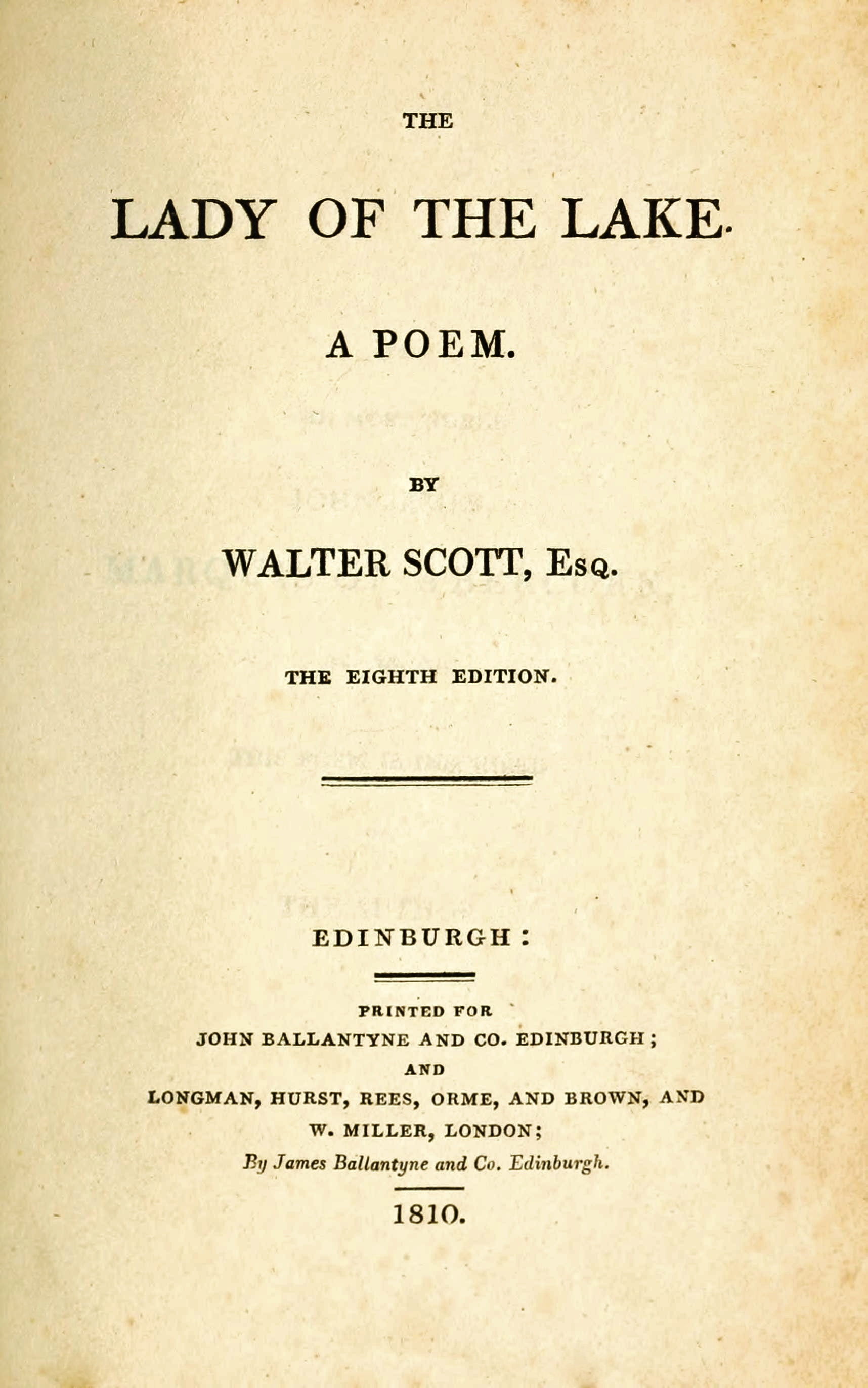
Page de titre de la huitième édition de 1810.

La Dame du lac (en anglais The Lady of the Lake) est un poème narratif de Sir Walter Scott publié en 1810. Situé dans les Trossachs, une région d'Écosse, il comprend six chants, chacun renvoyant à une journée. Le poème comporte trois intrigues principales : un concours entre trois hommes, Roderick Dhu, James Fitz-James et Malcolm Graeme, pour gagner l'amour d'Ellen Douglas, la rivalité et la réconciliation entre le roi Jacques V d'Écosse et James Douglas, 3e comte de Morton, et une guerre entre les Écossais des Lowlands (emmenés par Jacques V) et les clans des Highlands (dirigés par Roderick Dhu du clan Alpine). Le poème a connu une grande renommée durant le XIXe siècle et inspiré la renaissance des Highlands.
Toutefois, le poème est quasiment tombé dans l'oubli au XXe siècle. Il a inspiré Ellens dritter Gesang (« Le Troisième Chant d'Hélène ») à Franz Schubert (adapté plus tard en utilisant les paroles complètes de l’Ave Maria latin) et La donna del lago à Gioachino Rossini (1819). L'habitude du Ku Klux Klan de brûler des croix, le nom de famille de l'abolitionniste américain Frederick Douglass et la chanson Hail to the Chief viennent également de ce poème.

## Personnages
- James Fitz-James, le chevalier de Snowdoun, le roi Jacques V d'Écosse voyageant incognito
- Ellen Douglas, fille de James Douglas
- James Douglas, ancien comte de Bothwell, le mentor du jeune roi Jacques, à présent exilé comme un ennemi
- Allan Bane, un barde
- Roderick Dhu, le chef du clan Alpine, mis hors-la-loi après avoir commis un meurtre de sang-froid à la cour d'Écosse
- Lady Margaret, la mère de Roderick Dhu
- Malcolm Graeme, un jeune chef des Highlands et un ancien courtisan du roi Jacques, aimé d'Ellen
- Brian the Hermit, un prophète païen dans la tradition druidique
- Duncan, un des principaux membres du clan Alpine qui vient de mourir
- Angus, le fils de Duncan
- Norman, un marié, membre du clan Alpine
- Mary, épouse de Norman
- Blanche de Devan, une femme des Lowlands, dont l'époux a été tué le jour de ses noces par les hommes du clan Alpine, causant à Blanche la perte de sa raison